# هارموني نغمي
يعتبر الهارموني النَّغَمي من أبرز نظريات الموسيقى الغربية، و يدرس العلاقة بين النغمات و التآلفات ( التوافقات).